# Tom Ebbert

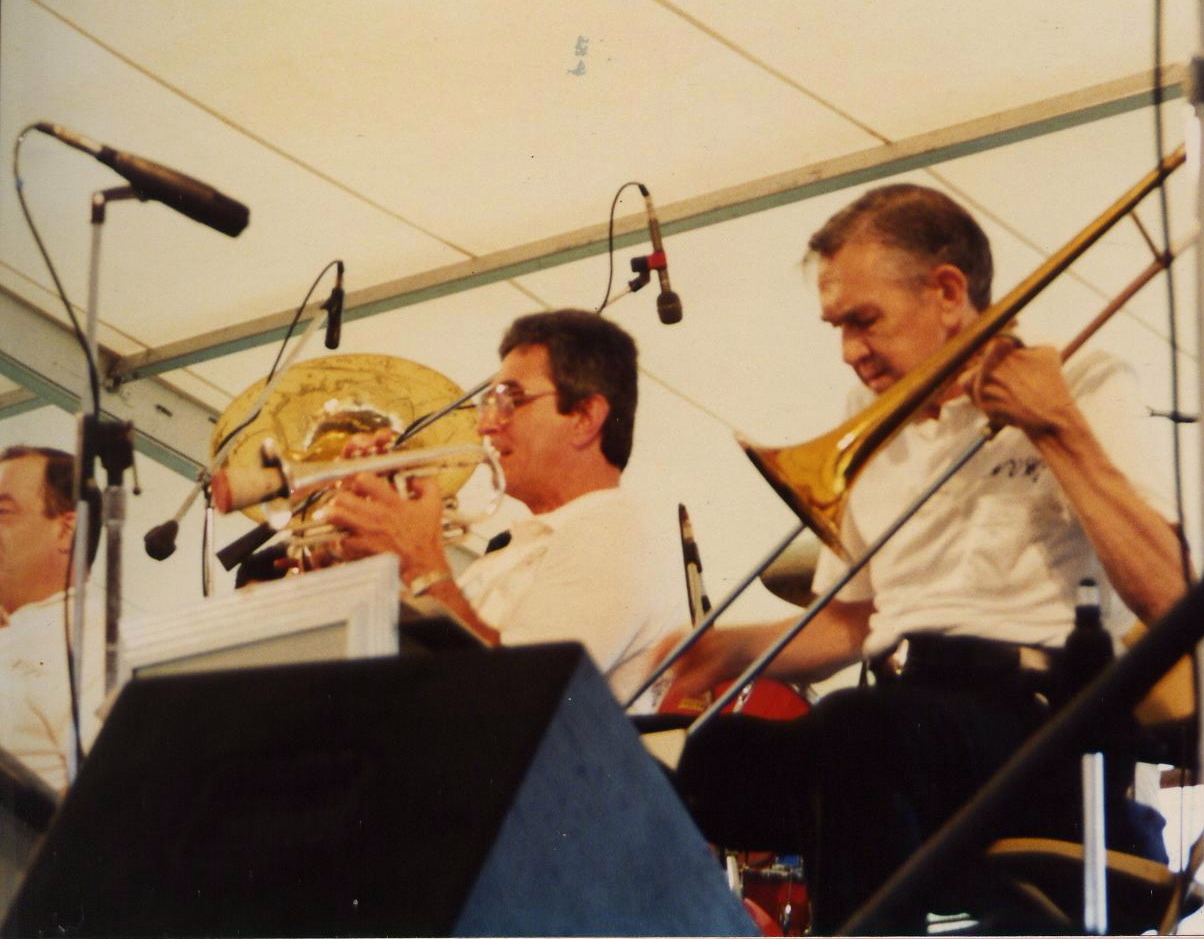
Tom Ebbert (a la derecha, con su trombón) junto al trompetista Eddie Bayard en Nueva Orleans en 1990.

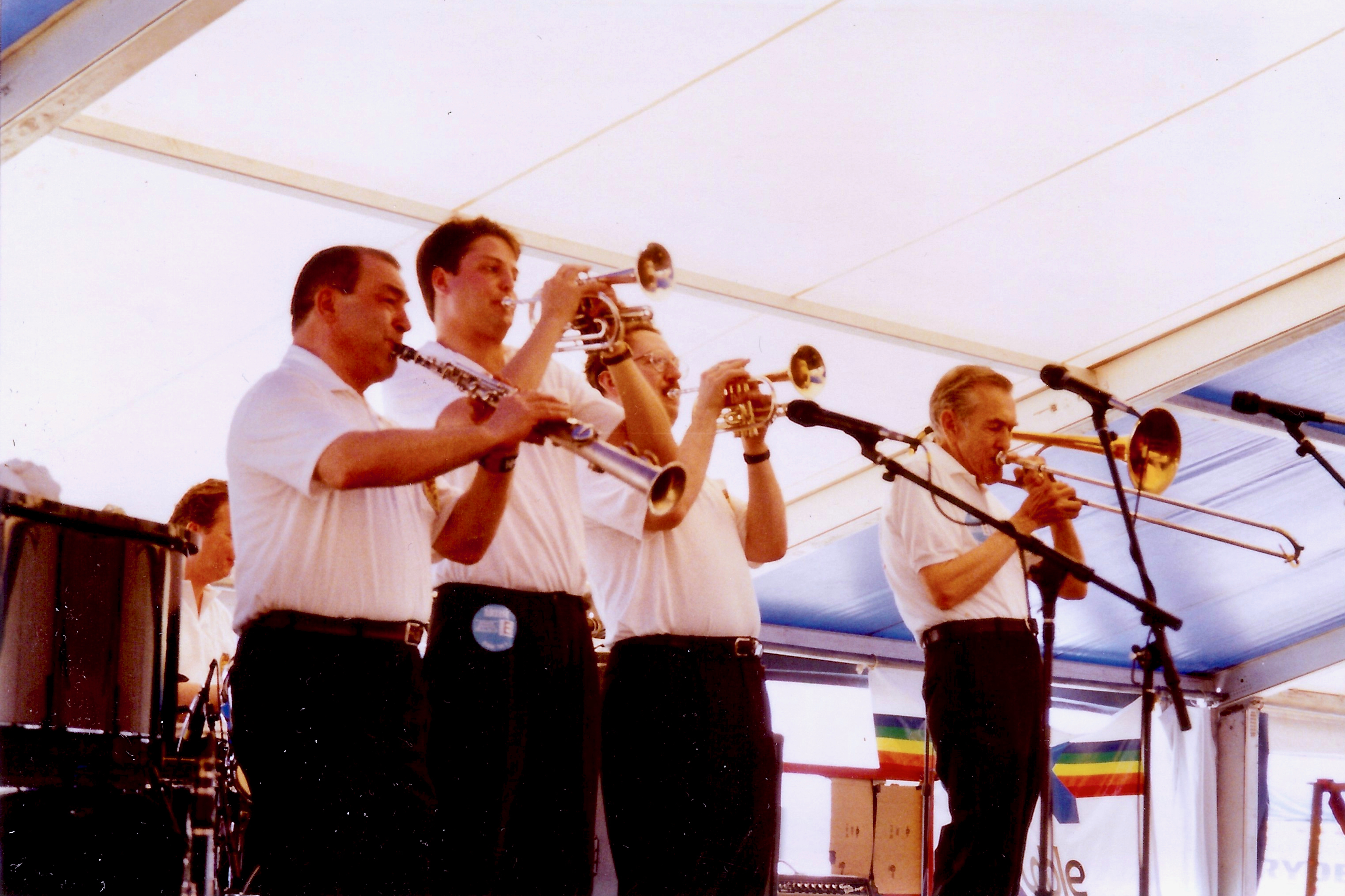
New Orleans Jazz Fest 1993. Delantera del grupo Jacques Gauthe Creole Rice Jazz Band:
Jacques Gauthe (clarinete),
Duke Heitger y Chris Tyle (cornetas), y
Tom Ebbert (trombón).

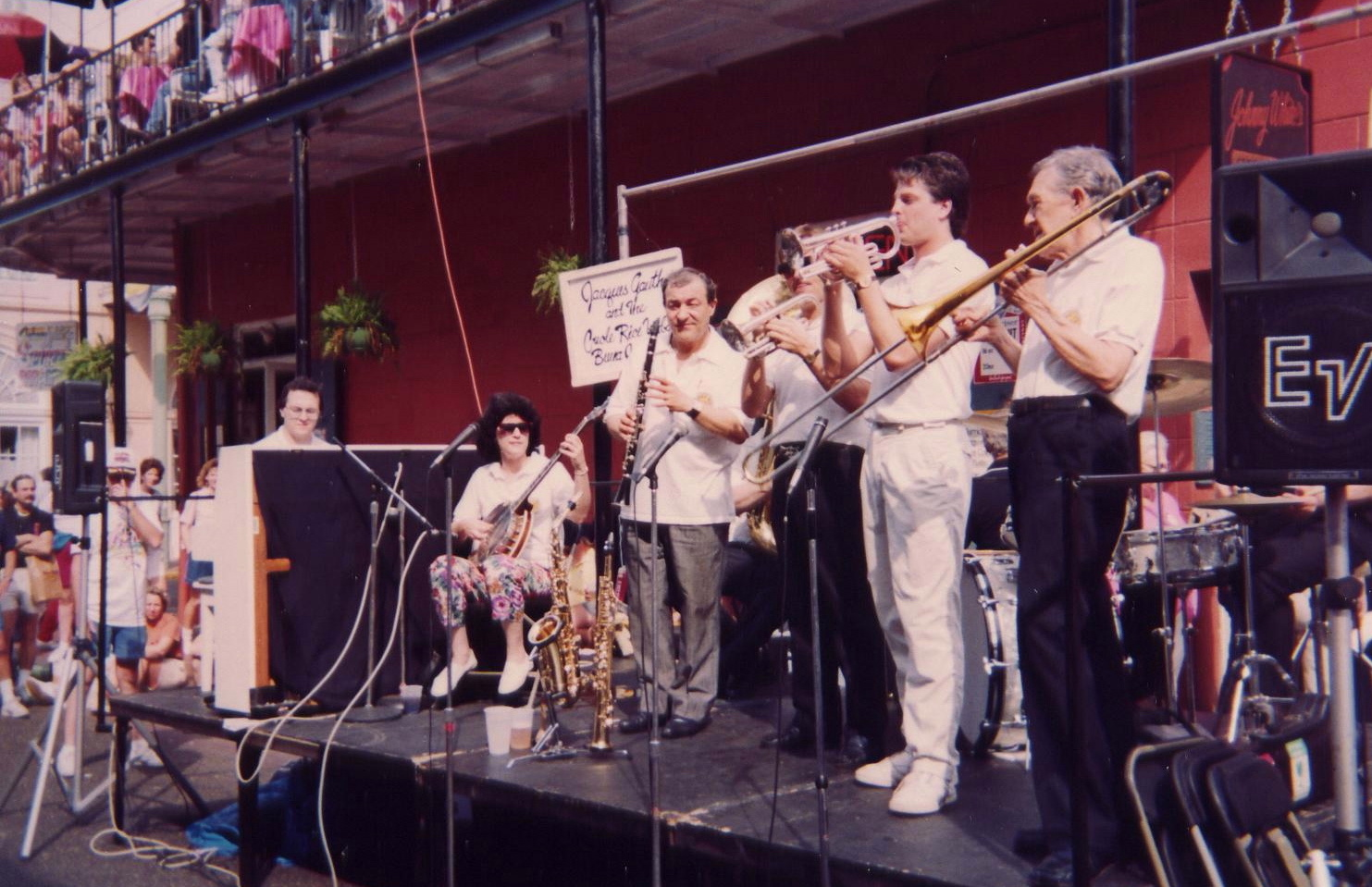
El grupo Jacques Gauthe Creole Rice Jazz Band, en el French Quarter Festival (Nueva Orleans, 1990).
Músicos visibles:
Tom Roberts (piano),
Amy Sharpe (banjo),
Jacques Gauthe (clarinete y saxos),
Duke Heitger (corneta) y Tom Ebbert (trombón).

Thomas H. Tom Ebbert (Pittsburgh, 19 de septiembre de 1919 - Petersburg, 7 de enero de 2013) fue un trombonista estadounidense de jazz
En algunos medios puede verse escrito Tom Ebert.
Se mudó al French Quarter (barrio francés) de Nueva Orleans, donde pasó cinco décadas de su carrera interpretando principalmente hot jazz, swing, ballroom y polca en salones de burlesque y antros de jazz.
En 1980, Tom Ebbert fue miembro fundador del Louisiana Repertory Jazz Ensemble.
También trabajó con
los Dukes of Dixieland,
Wallace Davenport,
la Preservation Hall Jazz Band,
Pud Brown,
la Excelsior Jazz Band (de Chris Tyle),
Lionel Ferbos,
la The Palm Court Jazz Band y
Gauthe Jacques.
Entre 1970 y 1998, Ebbert participó al menos en 27 sesiones de grabación, con Earl Hines (en 1997) y con el Louisiana Repertory Jazz Ensemble, entre otros. Un álbum que grabó con Nicholas Payton y Doc Cheatham fue nominado para un premio Grammy.
Días después del huracán Katrina (en 2005) ―que destruyó su casa― se mudó a Petersburgo (Indiana).
Ebbert falleció a los 93 años de edad el lunes 7 de enero de 2013 a las 10:38 a. m, en el Golden Living Center (Petersburg), a causa de los efectos de la enfermedad de Alzheimer.
Le sobrevivió Dorothy Hallett Ebbert, su esposa desde 1968.